# Banana Republic

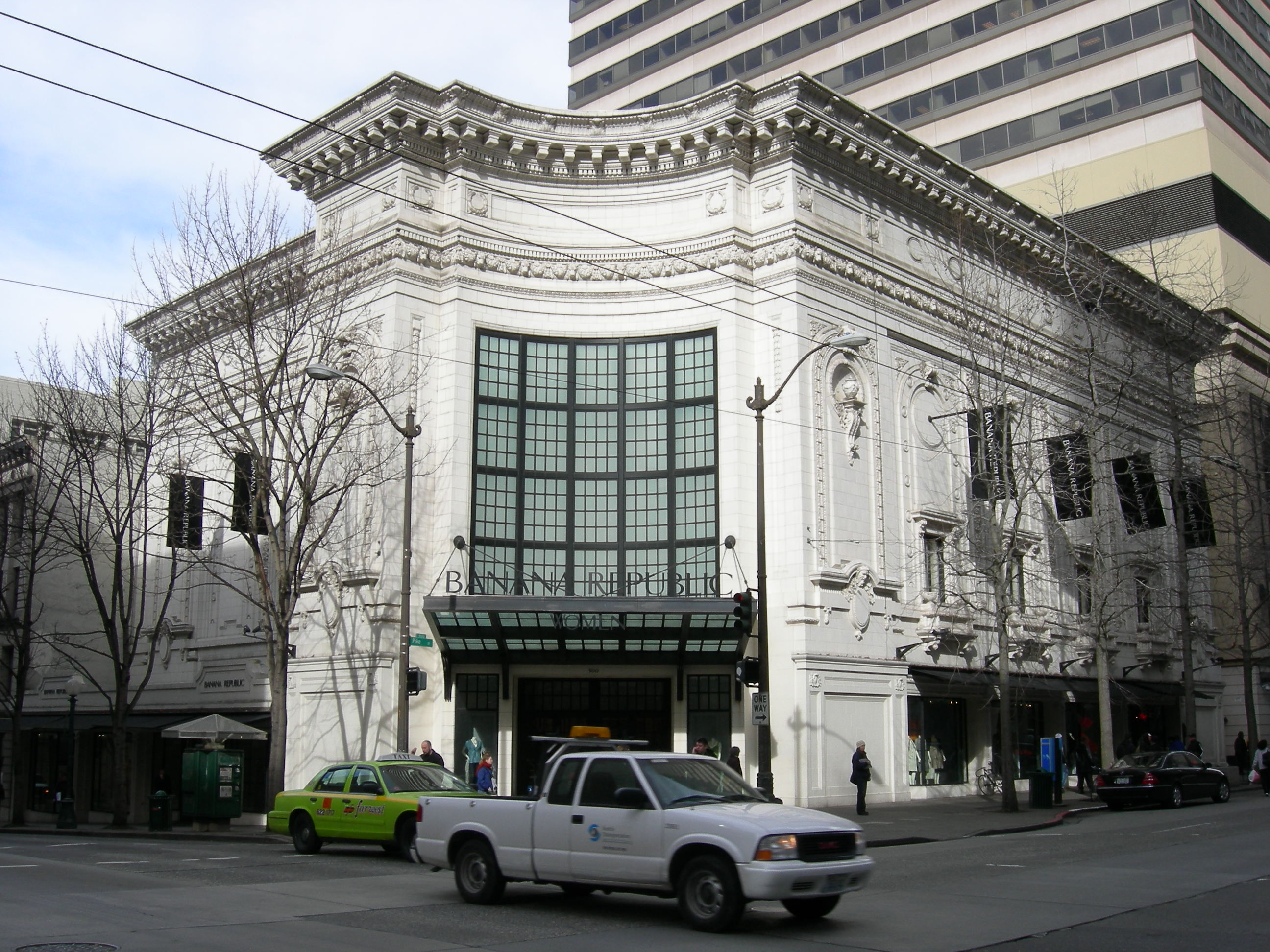
Магазин Banana Republic в історичному 101-річному Колізіум кінотеатрі у Даунтауні Сіаттла

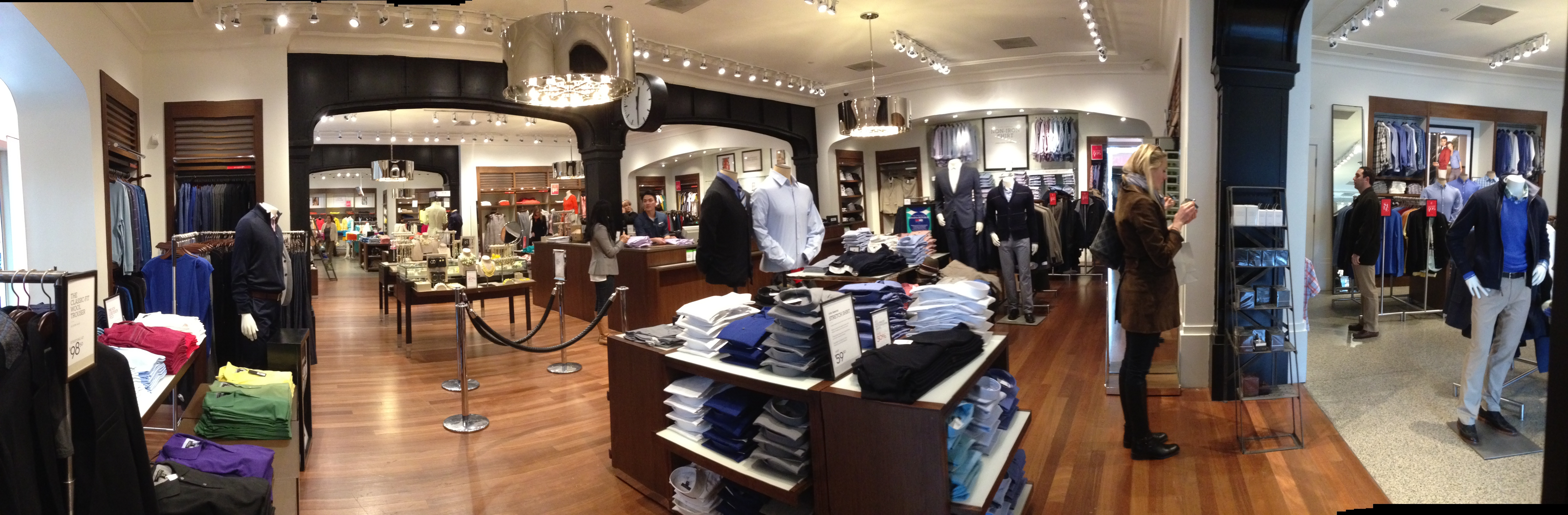
Усередині Банана ріпаблік на 42-й вулиці Манхеттена у Нью-Йорці

Banana Republic (укр. Банана Репаблік) — американська торгова марка одягу та прикрас, заснована 1978 року Мелом і Патрицією Зіглер, які спочатку називали компанію «Banana Republic Travel & Safari Clothing Company». У 1983 році Gap придбав компанію, змінив назву на «Banana Republic» і ребрендинг магазинів, щоб отримати більш престижний імідж. Штаб-квартира знаходиться у Сан-Франциско.

## Торгові марки
| Повні ряди одягу - BR Monogram - Heritage - Sunday Sunday | Часткові ряди одягу - Trina Turk - Anna Karenina - Mad Men - Milly NY - Issa London - L'Wren Scott - Marimekko - Roland Mouret |

## Історія
Заснована 1978 року Мелом та Патрісією Зіглер під назвою Banana Republic Travel & Safari Clothing Company. Пропонувала одяг гідний подорожів та магазин у інтер'єрі савани у Милл-Валлі округу Марін Каліфорнії на північ від Сан-Франциско.
1983 року Gap придбав компанію й змінив назву на сучасну. У 1988 році засновники, Мел і Патриція Зіглер, втратили творчий контроль, зрештою перейменувавши компанію в Masstige, роздрібну торгівлю доступним масовим розкішним одягом. Грамотні статті, мальовані каталоги та ексцентричні речі, орієнтовані на туристів, були виведені з ужитку та замінені більш розкішними, але не унікальними речами, завдяки яким бренд згодом стане відомим, наразі замінюючи якісніші матеріали на масову дешевшу тканину.

## Магазини
Станом на 2016 рік Банана Репаблік має 642 магазинів по всьому світі. До кінця 2022 року загальна кількість магазинів у США скоротилася лише до 379, включаючи три торгові точки в Пуерто-Ріко, тоді як кількість торгових точок у Канаді зросла до 62. Компанія закрила всі вісім своїх магазинів у Великобританії та Ірландії в 2016 році, а також припинила роботу всіх європейських веб-сайтів бренду в травні 2022 року.